# Anne Linnet

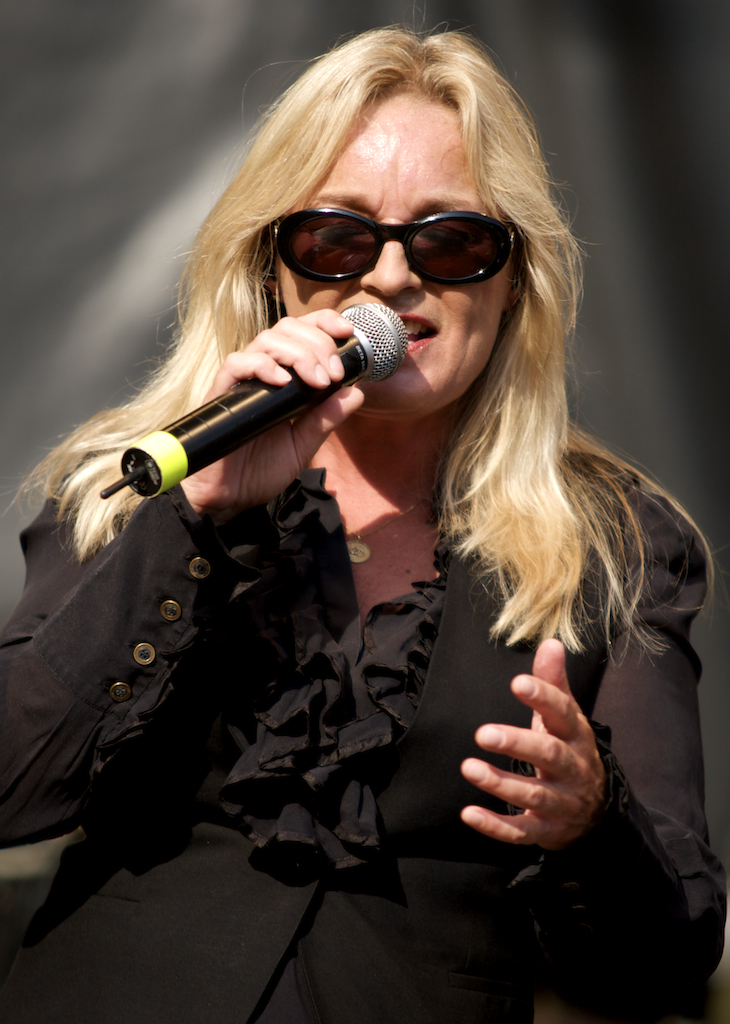
Anne Linnet, Nibe Festival de 2009.

Anne Linnet (nascida em 30 de julho de 1953 em Århus, Dinamarca) é um cantora dinamarquesa, música compositora e escritora . Ela lançou vários álbuns solo e também integrou várias bandas, como Shit & Chanel, Anne Linnet Band e Marquês de Sade (banda dinamarquesa). Anne Linnet faz parte de um pequeno grupo de músicos e compositores dinamarqueses que são consistentemente populares há muitos anos. Ela é, e tem sido há mais de três décadas e meia, uma figura distinta no cenário musical dinamarquês e é valorizada como escritora e compositora. Anne Linnet é conhecida por suas letras bem escritas e honestas, suas explorações em vários estilos musicais e um desejo constante de inovação. Em 2008, recebeu o prêmio de honra da IFPI Dinamarca por seu trabalho de muitos anos no cenário musical dinamarquês.

## Carreira
Anne Linnet teve sua estréia na música aos 17 anos, em 1970, com a banda "Tears", de Århus, com a qual lançou dois álbuns. Em 1973, ela foi um dos membros fundadores de uma banda só de mulheres, Shit & Chanel, que lançou quatro álbuns em seus sete anos de atividade. Anne Linnet escreveu um de seus maiores sucessos, a música "Smuk og Dejlig". Uma das razões para a separação da banda foi que a empresa francesa House of Chanel havia vencido uma ação contra eles, sobre o uso do nome "Chanel". Depois disso, os membros da banda sentiram a necessidade de seguir em frente e fazer algo novo.
Após a separação, ela formou a banda Anne Linnet Band, que lançou dois álbuns, respectivamente, em 1981 e 1982. A banda também era integrada pelos músicos e cantores Sanne Salomonsen e Lis Sørensen.
Em 1983, ela formou uma nova banda, a Marquis de Sade. O som era mais duro e eletrônico, inspirado por outras bandas europeias de meados dos anos 80, como Eurythmics, e foi uma mudança do som pop/folk mais suave que antes caracterizava sua música. A banda lançou dois álbuns. Na época, eles criaram alguma controvérsia e ficaram conhecidos por algumas de suas músicas com temas sadomasoquistas ("Marquis de Sade") e lésbicas ("Hils din mor", "Venus"). Eles tiveram grandes sucessos com músicas como "Glor på Vinduer" e "Nattog".
Em 1986, Anne Linnet escreveu música para o filme, Barndommens Gade, baseada no romance homônimo do poeta dinamarquês Tove Ditlevsen. Ela passou vários poemas de Tove Ditlevsen para a música, que foi lançada no álbum Barndommens Gade. O poema/música "Barndommens Gade" tornou-se um sucesso instantâneo.
No ano de 1988, ela lançou o álbum Jeg Er Jo Lige Her (em dinamarquês, estou bem aqui). O primeiro single foi o "Tusind Stykker" (dinamarquês para "milhares de pedaços"), que se tornou um grande sucesso, primeiro na versão de Anne Linnet e depois também em uma versão sueca, interpretada pelo cantor e músico sueco Björn Afzelius.
Em 1989, ela lançou o álbum Min Sang em colaboração com o sacerdote, autor e professor dinamarquês Johannes Møllehave. O álbum contém seus poemas inspirados em sua fé cristã. Linnet e Møllehave mais tarde colaboraram em uma série de concertos e palestras na igreja.
No ano de 1996, ela escreveu uma ópera de câmara, Thorvaldsen, que trata sobre o escultor dinamarquês do século XIX Bertel Thorvaldsen .
Anne Linnet também é autora de vários livros. Em 1983, ela publicou uma coleção de poemas chamada Glimt, no ano de 1999, a primeira parte de sua autobiografia; Hvor kommer drømmene fra? e, em 2000, quatro pequenos livros infantis sobre Ivan, o cachorro.
No ano de 2006, ela exibiu suas pinturas a óleo numa exposição em Rundetårn, Copenhague.
Em 2007, ela lançou o aclamado álbum solo Akvarium, que se tornou um sucesso.
Em 20 de agosto de 2012, foi anunciado que a Linnet substituiria o cantor e compositor Cutfather como juiz no programa X Factor pela sexta temporada, juntando-se a Thomas Blachman e à nova juíza Ida Corr (que entrou no lugar de Pernille Rosendahl). Ela orientou a categoria Grupos e ficou em terceiro lugar com Wasteland. Por razões desconhecidas, Linnet não retornou como juiz pela sétima temporada e foi substituída pelo juiz original Remee.

## Vida pessoal
Anne Linnet passou seu vestibular no Århus Statsgymnasium e continuou até se formar na Det Jyske Musikkonservatorium (Academia Real de Música de Århus, Dinamarca). Até 1985, ela era casada com o músico de jazz Holger Laumann, com quem ela tem dois filhos; Eva (Evamaria) e Jan Martin (Sean), agora chamado Marcus. Ela também é mãe de Alexander Theo Linnet, cujo pai é Mads Buhl Nielsen. Alexander seguiu uma vida musical como sua mãe e é conhecido como Xander, e seu single "Det burde ikk være sådan her " liderou o ranking de singles dinamarqueses no ano de 2011. Linnet também tem dois filhos adotivos nascidos na Romênia, Peter e Maria. Ela é bissexual e teve amantes masculinos e femininos e, com o passar tempo, tornou-se um ícone lésbico na Dinamarca. Em 6 de junho de 2010, o tabloide dinamarquês B.T. informou que Anne Linnet havia assinado uma parceria e aguardava crianças com Tessa Franck, de 23 anos. Em 31 de julho de 2010, Tessa Franck Linnet deu à luz uma filha chamada Isolde Elisabeth Franck Linnet. Em 19 de abril de 2013, Tessa deu à luz um menino chamado Nemo. Em dezembro de 2013, Anne Linnet anunciou que o casal havia se separado.

## Discografia (incompleta)
como Tears
- Tears (Spectator, 1970)
- In My Ears (Artist, 1974)

como Shit & Chanel
- Shit e Chanel (1975)
- Shit & Chanel No. 5 (1976)
- Tak for sidst (1978)
- Dagen har så mange farver (1979)

como Anne Linnet Band
- Banda Anne Linnet (CBS, 1981)
- Cha Cha Cha (CBS, 1982)

como Anne Linnet e Marquis De Sade
- Marquis De Sade (CBS, 1983)
- Hvid Magi (CBS, 1985)
- En Elsker (CBS, 1986)
- Over mig, under mig (Universal, 2002)

como Anne Linnet
- Sweet Thing (1973) LP
- Anne Linnet (1974) LP
- Kvindesind (Exlibris, 1977)
- You're Crazy (Better Day Records, 1979)
- Berlin '84 (CBS, 1984), Linnet / Salomonsen
- Barndommens Gade (CBS, 1986)
- Jeg Er Jo Lige Her (Pladecompagniet, 1988)
- Go 'Søndag Morgen (Pladecompagniet, 1989), álbum infantil
- Min Sang (Pladecompagniet, 1989)
- Krig & Kærlighed (Pladecompagniet / Virgin, 1990), Linnet / Salomonsen
- Det' Sa Dansk (Pladecompagniet, 1992)
- Tal til (Pladecompagniet, 1993)
- Pige Træd Varsomt (Pladecompagniet, 1995)
- Ópera de Thorvaldsen (Pladecompagniet, 1996)
- Bitch Boys (Mega Records, 1997)
- Nattog Til Venus (Sony Music, 1999) dupla compilação de CDs
- Jeg og Du (Grappa, 2000)
- Relax (Música Universal, 2003)
- Her hos mig (Universal Music A / S, 2005)
- Akvarium (Sony BMG, 2007)
- Anne Linnet (Sony BMG, 2008)
- Boksen (Sony BMG, 2009)
- Linnets Jul (Sony, 2010)
- De Bedte (Sony, 2011)
- Kalder længsel (Sony, 2012)
- Alle Mine Drømme om Dig (ArtPeople, 2015)